# 제머링 베이스 터널
제머링 베이스 터널(Semmering Base Tunnel)은 제머링 고개 아래 오스트리아 글로크니츠와 뮈르추슐라크 사이에 건설 중인 철도 터널이다. 기존 노선의 길이는 41km, 제머링 베이스 터널의 길이는 27.3km이다. 새로운 경로는 부분적으로는 더 짧은 경로로 인해 부분적으로는 더 높은 속도 제한(최대 250km/h)으로 인해 최대 30분의 시간 절약을 제공한다.
건설은 2012년 4월 25일에 시작되었으며, 링크는 2026년의 원래 추정보다 연기된 2030년에 운영 서비스에 들어갈 것으로 예상된다. 전통적인 경로의 기울기는 두 대의 기관차를 사용해야 한다. 새로운 링크의 경사가 감소하면 단 하나의 기관차를 사용하여 화물 교통을 이동할 수 있다. 제머링 베이스 터널과 코랄름 철도를 결합하면 단 1대의 기관차로 남부 노선 전체를 화물 운송할 수 있다.
현재 레일젯 서비스에서 가장 빠른 비엔나 - 그라츠 및 비엔나- 클라겐푸르트 여행은 각각 2시간 35분 및 3시간 55분이다. 코랄름반이 약 1시간의 그라츠-클라겐푸르트 여행을 가능하게 하면 비엔나-클라겐푸르트 여행을 3시간 35분으로 줄여 20분을 절약할 수 있다. 제머링 베이스 터널은 35분의 시간 절약을 가능하게 할 것으로 예상되며 비엔나에서 그라츠 및 클라겐푸르트까지 각각 2시간 및 3시간의 여행이 가능하다.

## 역사

### 배경
1848년에서 1854년 사이에 건설된 제머링 철도는 알프스를 횡단한 최초의 철도라는 특징을 가지고 있으며 일반적으로 세계 최초의 진정한 산악 철도로 불린다. 이 전통 루트의 역사적 중요성은 유네스코에 의해 세계 문화 유산으로 지정되었을 정도이다. 21세기로 접어들면서 매년 총 70,000개의 상품과 여객 열차가 제머링 철도를 통해 운행되고 있는 것으로 알려져 있으며, 오스트리아에서 가장 분주한 노선 중 하나이다.
원래 루트에 대한 부담을 덜기 위해 알프스를 가로지르는 보다 직접적인 루트 개발에 대한 관심이 높아졌다. 이러한 개념은 곧 상당히 낮은 고도에서 기본 터널을 뚫는 개념을 중심으로 이루어졌다. 2006년에는 2년간의 경로 선택 프로세스가 수행되었다. 2008년 4월, 최남단 경로가 연구된 것 중 최적인 것으로 결정되었다고 발표되었다. 2009년 후반기에 제안된 제머링 베이스 터널의 최종 경로가 선택되었다. 이것은 글로크니츠와 뮈르추슐라크-랑겐방 지역 사이를 달렸다.
구체적으로, 제안된 터널은 각각 직경이 10m이고 최대 70m로 분리된 쌍 평행 구멍으로 구성된다. 안전상의 이유로 두 구멍 사이의 보행자 통로는 최대 500m의 일정한 간격으로 연결되어야 한다. 이 기본 터널이 건설되면 열차가 최대 250km/h의 속도로 새 경로를 통과할 수 있도록 계획된다. 제머링 노선보다 훨씬 빠르기 때문에 비엔나와 그라츠 사이의 이동 시간을 단축할 수 있다.
제안된 기본 터널은 의도적으로 경사가 0.85%인 얕은 경사로 설계되었다. 이 구배는 기관차가 단 하나인 대형 화물열차에서 사용할 수 있도록 선택되었다. 이 계획에는 제안된 노선과 함께 글로크니츠 및 뮈르추슐라크의 기차역 통합과 같은 여러 기반 시설 변경이 포함된다. 철도 기반 시설 외부에서는 인근의 슈바르차강으로 인한 위험을 완화하기 위해 홍수 방지 계획이 필요하며 B27 도로의 재배치도 필요하다.

### 계약자
제머링 베이스 터널 건설을 위한 1차 계약은 3개의 계약 구간으로 나뉜다. 2014년에 약 6억 2,300만 유로에 달하는 13km 길이의 터널 중앙 부분 건설 계약이 임플레니아와 슈비텔스카이의 컨소시엄에 수주되었다. 암베르크 엔지니어링은 터널 굴착 작업을 수행하는 별도의 계약을 체결했으며, 슈트라바크는 시추 작업을 수행했다. 2010년 동안 BGG 컨설트는 프로그램의 입찰 및 건설 단계에서 지질 공학 및 수문 지질학 컨설팅 서비스를 제공하는 계약을 체결했다.
오스트리아 연방 철도는 터널 경로 계획을 수행하기 위해 베르너 컨설트 및 비트리잘 컨소시엄의 컨소시엄에 제안된 제머링 베이스 터널 경로 계획을 계약했다. 이와 별도로 그루너 AG는 새로운 트윈 튜브 터널 설계에도 참여했다. 이 작업에는 작동 및 비상 환기 시스템을 포함한 공기역학 및 환경 제어가 포함되었다. 프로슈니츠그라벤 및 그라우첸호프의 중간 사이트에서 INSITU 지오테크토닉스의 토양 기계 및 지반 공학 컨설팅 서비스.

## 건설
2012년에는 제머링 베이스 터널을 위한 준비 작업이 시작되었다. 2014년 1월 7일에 터널의 중앙 부분에 건설이 시작되었다. 이 구간에 대한 작업은 8.6km 길이를 따라 천공 작업을 수행한 반면 나머지 4.3km 구간에서는 드릴 및 발파 공법을 사용했다. 중앙 섹션은 비상 스테이션과 함께 두 터널 사이의 26개 교차 통로로 구성된다. 400m 깊이의 한 쌍의 환기 샤프트도 파야 한다. 2016년 6월 7일까지 제머링 베이스 터널의 세 번째 구간 작업이 시작되었다. 이는 이 시점에서 보고된 바에 따르면 33억 유로의 비용이 든 프로젝트에 대한 전체 건설 활동이 현재 진행 중임을 의미한다.
건설 작업을 용이하게 하기 위해 괴스트리츠, 프뢰쉬니츠그라벤 및 그라우첸호프 근처에 3개의 중간 사이트가 설립되었다. 괴스트리츠에서는 기존의 터널 굴착 방법을 용이하게 하기 위해 1,000m 액세스 갤러리와 250m 깊이의 여러 샤프트가 건설되었다. 프뢰쉬니츠그라벤에서는 직경 22m의 깊이 400m 갱도 한 쌍이 터널 굴착 기계의 배치에 앞서 파헤쳐졌다. 일단 조립되면, 이것들은 글로크니츠를 향한 보어를 만드는 데 사용된다. 이 구간의 돌파구는 2022년 6월 10일에 발생했다.

추가 주요 작업에는 트라텐바흐 및 조머라우의 환기 샤프트뿐만 아니라 글로크니츠 및 뮈르추슐라크의 입구 건설이 포함된다. 글로크니츠와 랑겐방에 위치한 변전소는 제머링 기지 터널을 통과할 열차에 전기를 공급하는 데 사용된다. 터널 자체 외에도 보조 작업에는 두 개의 새로운 철도 교량과 B27용 도로 교량 및 지하도 건설이 포함된다.
공사 중 단층대와 다양한 암석 유형을 통과하는 것을 포함하여 해당 지역의 복잡한 지질학상의 어려움으로 인해 3억 9천만 유로의 추가 비용이 추가되어 총비용은 39억 유로가 되었다. 이러한 위험을 완화하기 위한 조치는 실패로 돌아갔다.